# Sergio Livingstone
Serjio Roberto Livingstone Pohlhammer (Santiago de Chile, 1920. március 26. – Santiago de Chile, 2012. szeptember 11.), később egyszerűen Sergio Livingstone, skót-osztrák származású chilei labdarúgókapus, később újságíró, televíziós bemondó.